# Бланка Палома
Бланка Палома Рамос Баеза (ісп. Blanca Paloma Ramos Baeza; нар. 9 червня 1989 року; також відома як Бланка Палома), — іспанська співачка, сценограф і дизайнер костюмів. Вона представляла Іспанію з піснею «Eaea» на пісенному конкурсі Євробачення 2023 у Ліверпулі, Велика Британія, після перемоги на Benidorm Fest 2023.

## Біографія

### Раннє життя
Вона народилася і виросла в Ельче, Валенсія. Після закінчення Університету Мігеля Ернандеса в Ельче зі ступенем бакалавра образотворчих мистецтв Палома переїхала до Мадрида у 2013 році, щоб продовжити кар'єру в театрі.

### 2022— сьогодення: Євробачення
10 грудня 2021 року було оголошено, що співачка братиме участь у Benidorm Fest 2022 з піснею «Secreto de agua». Вона брала участь у першому півфіналі та пройшла у фінал, посівши 3 місце з 79 балами. У фіналі вона посіла 5 місце з 61 балом.
Наступного року вона брала участь у Benidorm Fest 2023 із піснею «Eaea». Вона виступала у другому півфіналі та вийшла у фінал. «Eaea» змагалася за тріумф фестивалю з іншим фаворитом публіки, піснею «Quero arder» канарського співака Агоні. У фіналі Бланка посіла перше місце зі 169 балами (94 бали від журі, 40 балів від телеголосування та 35 балів від демоскопічного журі). На пісенному конкурсі Євробачення 2023, співачка здобула 17 місце, отримавши 100 балів.